# Krzysztof Szmigiero
Krzysztof Szmigiero (ur. 29 maja 1956, zm. 12 września 2022) – polski gitarzysta rockowy, członek zespołów Lombard i Turbo.

## Życiorys
Był pierwszym gitarzystą poznańskiego zespołu Lombard z którym występował przez kilka miesięcy w 1981 roku, nagrywając w tym czasie między innymi pierwsze wersje takich późniejszych przebojów, jak „Przeżyj to sam”, „Dworzec pełen snów” czy „Droga pani z telewizji”. Nagrania z jego udziałem pojawiły się na albumie grupy pt. Wolne od cła. Następnie był członkiem zespołu Anex. W 1984 roku był członkiem zespołu Turbo, a jego solówki pojawiły się w utworach „Już nie z Tobą” oraz „Wariacki taniec” z albumu Smak ciszy. Był również związany z zespołem Green Revolution z którym nagrał ścieżkę dźwiękową do filmu Na całość w reżyserii Franciszka Trzeciaka z 1986 oraz na przełomie 1987 i 1988 materiał na drugą płytę, która ukazała się dopiero w 2022 pt. Rewolucja zielona. Na początku lat 90. XX wieku współpracował również z zespołem Rezerwat przy albumach kompilacyjnych; Zaopiekuj się mną oraz Portret. Współpracował także z zespołem Ich Troje w ramach prac nad płytami; Intro, ITI Cd., i 3. Na koncie miał także nagrania i współprace z Maciejem Zembatym oraz zespołami EKT Gdynia i Trubadurzy.
Zmarł 12 września 2022.